# Јадранска магистрала
Јадранска магистрала је пут који иде дуж источне обале Јадранског мора и дио је Европског пута Е65. Пут углавном пролази кроз Хрватску, а мањим дијелом кроз Босну и Херцеговину и Црну Гору. То је углавном пут са двије саобраћајне траке, са изузетком кратког дијела ауто-пута између мјеста Свети Јурај код Каштеле и Сплита. Планирано је да тај ауто-пут повеже Трогир и Омиш.
Градња туристичког друма дуж Јадрана је планирана још половином 1930-тих, неки делови су и били направљени, али Јадранска магистрала је углавном изграђена '50-тих и '60-тих.

## Дијелови

### Хрватски дио
Хрватски дио јадранске магистрале је званично назван Државни пут Д8, и пружа се од словеначке границе, преко Ријеке, Сења, Задра, Шибеника, Сплита, Опузена и Дубровника до границе са Црном Гором код Красновића. Већина пута Д8 је у двије траке, са изузетком кратког дијела пута гдје се саобраћај одвија у четири траке. Укупна дужина пута кроз Хрватску је 643,1 километара.
До скора је магистрала била главни пут који повезује Далмацију. Од почетка 2000-их. вишетрачни ауто-путеви су преузели примат, а још неколико ауто-путева се гради дуж обале. Ауто-путеви који су паралелни са магистралом су А7 (гранични прелаз Рупа – Свети Кузам), А6 (Ријека-Босиљево), и А1 (Босиљево-Задар-Сплит-Равча). Откад магистрала прати разуђену хрватску обалу, пут је знатно дужи и мање безбиједан због бројних оштрих кривина и раскрсница. Д8 је и даље популарна као алтернатива ауто-путевима, тако да пут носи велики дио саобраћаја током већег дијела године. Промет се повећава љети због значајних туристичких дестинација.
С обзиром да се ауто-пут А1 тренутно завршава на петљи Равча, 30 километара сјеверозападно од Плоча, туристи настављају јужно и пребацују се на јадранску магистралу. Тридесет километара након Плоча слиједи мали дио БиХ око града Неума, између мјеста Клек и Затон Доли. Након тога магистрала наставља дуж мора у правцу Дубровника.
По завршетку дијелова А7 и А1 јадранске магистрале која ће повезивати Плоче и Дубровник планира се прикључење на ауто-пут који заобилази Неум серијом мостова и тунела, међу којима ће најзначајнији бити Пељешки мост.
Источно од Дубровника се налази Аеродром Дубровник, а након њега се стиже до границе са Црном Гором код мјеста Карасовићи (Дебели Бријег са црногорске стране).

### Босанско-херцеговачки дио
Магистрала пролази кроз мали дио Босне и Херцеговине код града Неума. Гранични прелази су Неум 1 (са Клеком на хрватској страни) на западној страни Неума, и Неум 2 (са Затоном Долим на хрватској страни) на истоку. Пут од Неума до остатка Херцеговине је у лошем стању.

### Црногорски дио
Кроз Црну Гору двотрачни пут води од Херцег Новог, преко Тивта, Будве, Петровца на Мору, Сутомора, Бара до Улциња. Традиционална магистрала иде дуж Которског залива кроз Котор, али директни саобраћај користи трајектну везу преко пролаза Вериге да повеже Херцег Нови и Тиват.
Постоје два главна пута од јадранске магистрале до црногорске унутрашњости – од Будве, преко Цетиња, и од Сутомора, преко тунела Созина. Магистрала се спаја са хрватском мрежом путева код граничног прелаза Дебели Бријег, у близини Херцег Новог, а завршава источно од Улциња. Дио пута од Херцег Новог до мјеста Хај Нехај, у близини Сутомора чини дио европског пута E65/E80, који се даље трансформише у европски пут E851.
У будућности је планиран мост Вериге преко Боке которске.